# Episodi di Fillmore!
Lista di episodi di Fillmore!.
- Il debutto di Fillmore
- L'esame dell'esaminato (Test of the Tested)
- Mai dormire durante le lezioni
- Ingrid Third, nemico pubblico N 1 (Ingrid Third, Public Enemy #1)
- Non fate piangere le mascotte
- Il caso dei vermi rabbrividiti
- Il mistero dei pettirossi rossi che non sanno volare
- Prossima fermata: Armageddon!
- Una fredda giornata alla Scuola Media X
- Non ci sono più mezzi viaggi
- Un punteggio da non oscurare
- Due ruote sono meglio di quattro
- La malevolenza della padronanza di capolavori
- Un viaggio nel passato da dimenticare
- Il diciannovesimo buco che diventa una tomba-botola
- Nome in codice: capello elettrico
- La coerenza del doppio
- I re dei campi a scacchi
- I nemici non perdonano (Foes Don't Forgive)
- L'amicizia si vede nel Sud e l'onore si vede nel Nord
- Giustizia anti-immunità
- Fiocchi di neve sentiti dallo squarcio
- La catena dell'onore
- Una riflessione da vedere
- Suona, maestro, suona (Play On, Maestro, Play On)
- Fillmore e Ingrid agenti polizieschi